# IEEE 802.1aq
Shortest Path Bridging (SPB), és un estàndard especificat en la norma 802.1aq de IEEE 802.1aq. Es tracta d'una tecnologia de xarxa destinada a simplificar la creació i configuració de xarxes d'ordinadors, a la vegada que permet l'encaminament de trajectes múltiples.
Shortest Path Bridging substitueix el vell protocol Spanning Tree (IEEE 802.1d STP, IEEE 802.1w RSTP, IEEE 802.1s MSTP) que només permet un únic camí cap al “root bridge” i bloqueja els camins redundants que podrien crear bucles de nivell 2. SPB permet tenir tots els camins actius (permet utilitzar estàndard d'agregació d'enllaços com IEEE 802.1AX o de creació de clúster com MC-LAG) amb múltiples camins d'igual cost i ofereix molta més escalabilitat a nivell 2 (fins a 16 milions comparat amb el límit de 4096 de les VLANs), una velocitat de convergència més ràpida i una millor utilització de topologies mallades gràcies a l'increment de l'amplada de banda i la redundància entre els dispositius, que permet al tràfic la utilització de tots els enllaços de la Xarxa en malla.
Aquesta tecnologia proporciona xarxes lògiques en una infraestructura Ethernet nativa fent servir un protocol "link state" per anunciar tant la topologia com la pertinència a una xarxa lògica. Els paquets són encapsulats MAC-in-MAC 802.1ah o marcats 802.1Q/802.1ad en l'extrem de la xarxa i transportats únicament a un dels altres membres de la xarxa lògica. El tràfic unicast, multicast i broadcast està suportat i tot s'encamina pel camí més curt.
El pla de control està format per IS-IS (Intermediate System to Intermediate System), amb un petit nombre d'extensions afegides i definides en el RFC 6329.
Hi ha una entrada més completa disponible en la versió anglesa.